# Colony (serie de televisión)
Colony es una serie de televisión de ciencia ficción dramática estadounidense creada por Carlton Cuse y Ryan J. Condal, protagonizada por Josh Holloway y Sarah Wayne Callies. El 21 de diciembre de 2015, tuvo lugar el preestreno en línea del primer episodio a través de la web de USA Network, tras el lanzamiento de un videojuego web para promocionar la serie. El estreno del primer capítulo tuvo lugar en USA Network el 14 de enero de 2016. En abril de 2017, la serie fue renovada para una tercera temporada. El 21 de julio de 2018, USA Network canceló la serie tras tres temporadas.

## Sinopsis
Colony es una historia distópica ambientada en un futuro cercano en la ciudad de Los Ángeles y centrada en la historia de la familia Bowman, encabezada por Katie (Sarah Wayne Callies) y Will (Josh Holloway), quienes deben tomar decisiones difíciles para mantener el equilibrio en la familia y poder permanecer unidos para sobrevivir. 
Esta pareja y sus dos hijos tratan de salvarse en una ciudad que se encuentra bajo ocupación militar por una organización conocida como la Autoridad Provisional de la Colonia, una organización que forma parte de una fuerza invasora mayor de origen extraterrestre.
Las fuerzas de ocupación que aparecen ante la población, consisten en una policía militarizada uniformada en negro y con cascos rojos (de ahí su sobrenombre Red Hats) parecen humanos, hablan inglés estadounidense y utilizan armas automáticas y vehículos blindados. También una clase privilegiada de las élites, los servidores proxy, denigrados como "colaboradores", lo cual sugiere que todos fueron seleccionados entre la población local por los anfitriones. 
A los Red Hats también se les conoce como Seguridad Nacional. Estas fuerzas mantienen el control en caso de separación de seres queridos, de disparar a primera vista durante los toques de queda, de caprichosas "desapariciones" de ciudadanos a punta de pistola, de controles aleatorios y controles de identidad electrónicos frecuentes, limitando el uso de vehículos de motor para el transporte oficial con permiso especial (la mayoría de los ciudadanos deben caminar o andar en bicicleta), de la propaganda omnipresente visual, del trabajo esclavo en una instalación llamada fábrica para cualquier transgresor (y sus familias) que no sea ejecutado, y la vigilancia electrónica con drones que parecen utilizar algún tipo de anti-gravedad. Muchos problemas médicos, como la diabetes, se han "considerado indignos para tratamiento" de los ejércitos, con lo que se sacrifica a la población con una forma cruda de eugenesia. 
Hay un movimiento de resistencia activa denomina tanto la Resistencia y la Insurgencia (sin soporte universal entre la población, incluso entre los no colaboradores), al lado de un mercado negro, aunque ambos están sujetos a la represión despiadada. La mayoría de los recursos básicos parecen estar siempre en forma racionada por las autoridades de ocupación no se ven, aunque limitado, el comercio secreto se lleva a cabo entre los ciudadanos por el trueque de bienes producidos en el hogar y robado. Los colaboradores creen que los anfitriones (a quien se refieren como "nuestros Ejércitos") dejarán la Tierra después de tomar los recursos que necesitan.
La serie empieza menos de un año después del inicio de la ocupación. Los Bowman buscan a su hijo menor Charlie, que fue separado de ellos durante la llegada, mientras tratan de sobrevivir con escasos recursos en un mundo cambiado que está en constante peligro a pesar de su chapa urbana de orden. De repente son empujados a la posición de actuar como agentes dobles.

## Elenco y personajes
| Actor                   | Personaje      | Temporadas   | Temporadas   | Temporadas   |
| Actor                   | Personaje      | 1            | 2            | 3            |
| ----------------------- | -------------- | ------------ | ------------ | ------------ |
| Josh Holloway           | Will Bowman    | Protagonista | Protagonista | Protagonista |
| Sarah Wayne Callies     | Katie Bowman   | Protagonista | Protagonista | Protagonista |
| Peter Jacobson          | Alan Snyder    | Protagonista | Protagonista | Protagonista |
| Amanda Righetti         | Maddie Bowman  | Protagonista | Protagonista |              |
| Tory Kittles            | Eric Broussard | Protagonista | Protagonista | Protagonista |
| Alex Neustaedter        | Bram Bowman    | Protagonista | Protagonista | Protagonista |
| Isabella Crovetti-Cramp | Gracie Bowman  | Protagonista | Protagonista | Protagonista |
| Jacob Buster            | Charlie Bowman | Invitado     | Protagonista |              |

### Recurrentes
- Kim Rhodes como Rachel: Doctora y miembro activo de la Resistencia (Temporada 1)
- Paul Guilfoyle como Alexander Quayle: Un exjefe de la sede de la CIA en Berlín y oficial de la Agencia de Inteligencia de la Defensa se convirtió en líder de la Resistencia de Los Ángeles. (Temporada 1)
- Carl Weathers como Bolton "Beau" Miller: Un exoficial del Departamento de Policía de San Francisco se convirtió en oficial de Seguridad Nacional y socio de Will Bowman. (Temporada 1)
- Ally Walker como Helena Goldwyn: Jefa de personal y más tarde Gobernadora General de la Colonia de Los Ángeles.
- Kathy Baker como Phyllis: La jefa de Will en Homeland Security a quien sospecha (y ella implica) es un exagente de la CIA. (Temporada 1)
- Kathleen Rose Perkins como Jennifer McMahon: Una antigua administradora de la base de datos del servicio de citas en línea que se convirtió en agente de Seguridad Nacional, por debajo de Phyllis y por encima de Will y Beau. (Temporadas 1-2)
- Gonzalo Menéndez como Capitán Lagarza: Un oficial de Redhat. (Temporada 1)
- Erin Way como Lindsey: La tutora proporcionada por el gobierno de la ocupación para Gracie Bowman. (Temporadas 1-2)
- Kathryn Morris como Charlotte Burgess: Una directora cultural en la Zona Verde que se convierte en la jefa de Maddie. (Temporada 1)
- Adrian Pasdar como Nolan Burgess: El marido de Charlotte y un actor importante en la política del gobierno ocupacional. (Temporadas 1-2)
- Bethany Joy Lenz como Morgan: Una ingeniera de software y miembro de la Resistencia. (Temporada 2)
- Mac Brandt como sargento Jenkins: Un guardia del campo de trabajo. (Temporada 2)
- Jessica Parker Kennedy como Maya: Una compañera de Bram en el campo de trabajo. (Temporada 2)
- William Russ como Hennessey: Un ex-espía. (Temporada 2)
- Keiko Agena como Betsy: Una compañera de trabajo de Will Bowman y Jennifer en Homeland Security. (Temporada 2)
- Meta Golding como Noa: Ella es miembro de una célula de resistencia fuera del muro. (Temporada 2)
- John Hoogenakker como Scott Garland: Un exagente del FBI y un teniente de Greyhat con el cargo de cazar la resistencia en los bosques de California. (Temporada 3)
- Wayne Brady como Everett Kynes: Jefe de la colonia autónoma de Seattle. (Temporada 3)
- Peyton List como Amy Leonard: Una médica y despachadora de la Resistencia que trabaja con Broussard, pero desconfía de Will. (Temporada 3)

## Episodios

### Temporada 1 (2016)
| N.º (serie) | N.º (temp.) | Título            | Director             | Guionista(s)                                                  | Primera emisión       |
| 1 | 1           | Piloto            | Juan José Campanella | Historia: Carlton Cuse y Ryan J. Condal Guion: Ryan J. Condal | 14 de enero de 2016   |
| --- | ----------- | ----------------- | -------------------- | ------------------------------------------------------------- | --------------------- |
| Will Bowman va a buscar a su hijo desaparecido e intenta contrabandearse a sí mismo a Santa Mónica (otro bloque de "Colony") dentro de un camión remolque con la ayuda de un personaje sombrío llamado Spider.En un puesto de control de Rap en el muro del Bloque de Los Ángeles, la Resistencia detona un camión bomba en un vehículo cercano.Sobreviviendo a la explosión (como quizás Spider no lo hizo), Will es arrestado de los restos y encerrado en un centro de detención con varios prisioneros, incluyendo a David que odia al colaborador. Mientras tanto, Katie busca la insulina (ahora una mercancía rara) para su sobrino, Hudson, de un químico casero del mercado negro y escapa a un trato mal hecho sosteniendo una pistola, cuya posesión es castigable con la muerte. Además, arriesga su ejecución, viola el toque de queda para contactar al colega de Will, Carlos, intenta nuevamente en el hospital donde están tratando las víctimas del atentado de los camiones (de donde roba la insulina) y finalmente supo por Broussard que Will ha sido capturado. El capitán Lagarza ha identificado a Will y lo ha llevado al gobernador de Los Ángeles, Snyder, quien, por encima de un suntuoso cóctel de Colaboradores observando el lanzamiento de una nave espacial, hace una oferta que Will no puede rechazar y con la que Katie puede no ir. Snyder aparece en la residencia de Bowman con hombres armados para coaccionar la cooperación, pero Will exige ayuda para encontrar a su hijo desaparecido. Katie se reúne con los líderes de la resistencia de Los Ángeles. |             |                   |                      |                                                               |                       |
| 2 | 2           | A Brave New World | Juan José Campanella | Wes Tooke                                                     | 21 de enero de 2016   |
| Will comienza su trabajo como un agente involuntario de la Autoridad de Transición, que trabaja bajo el insensible burócrata de Los Ángeles, Phyllis, a quien dirige como exoficial de la CIA . Él y su socio asignado, Beau, buscan a Andy, el hombre que plantó el camión bomba que salió la semana anterior, y lo arrestaron fuera del apartamento de su novia, Teresa .A Katie se le da permiso para reabrir su bar, el Yonk, y Broussard la encuentra allí, buscando información sobre las investigaciones de Will. Mientras tanto, Carlos ha sido arrestado y su compañero de trabajo muerto por sus papeles en ayudar a Will en su intento anterior de abandonar la ciudad. Katie y Will ayudarán a la esposa, Lucía y el hijo de Carlos a encontrar refugio y nuevas identidades. Maddie, trabajando en servicios de cáterin para los Colaboradores, conoce a un viejo conocido, George, que ahora está haciendo bien como Colaborador". La invita a su casa para una aventura, pero después sólo quiere volver a verla "discretamente" porque no vive en la "Zona Verde" de los Colaboradores. Feeling us.d. Sintiéndose usada, ella rechaza este arreglo y se vd. Katie alimenta inteligencia sobre el trabajo anti-insurreccional de Will a Quayle y Broussard. Quayle dice que Geronimo y la Resistencia están cerca de un avance que podría dañar la posición de los Huestes y ayudar a lograr el fin de la Ocupación, pero también advierte el arresto e interrogatorio de más miembros de la célula malintencionada que sacó el camión bombardeo podría Deshaz estas esperanzas porque saben demasiado. Él recluta a Katie para redoblar sus esfuerzos para usar la voluntad para conseguir la información.. Will no puede salvar a Carlos de la Fábrica y se avergüenza de su colaboración, incluso si está protegiendo a su propia familia. Carlos y otros prisioneros obligados por la Fábrica se someten a un régimen de descontaminación y su destino es incierto. Katie escucha que Will se dirigirá a detener al resto de la célula de bombardeo e informa a Broussard. Will y Beau llegan al escondite de la celda sólo para encontrarlos ejecutados por la Resistencia, que han dejado el graffiti "Geronimo". Va a concluir que hay una fuga de seguridad dentro de Homeland Security. Katie todavía no sabe que su trabajo de agente doble ha hecho asesinar a personas. |             |                   |                      |                                                               |                       |
| 3 | 3           | 98 Seconds        | Juan José Campanella | Daniel C.Collony                                              | 28 de enero de 2016   |
| Un operador de radio móvil de la Resistencia, escuchado en secreto por muchas personas bajo la ocupación de la Autoridad de Transición, cuenta la historia de la injusticia que condujo al bombardeo de la puerta de Santa Mónica, e insta a la gente a unirse a la Resistencia. Katie se une a más miembros de la resistencia para secuestrar un camión de suministros. Una distracción civil obtiene un disparo de miembro de la Resistencia. La Resistencia aprende - a costa de las vidas - que los drones del anfitrión responden a los disparos en 98 segundos. Katie oculta su ataque de pánico después del combate, y preguntas que despertaría, por distraer sexualmente a Will y culpar su ansiedad por su hijo desaparecido. En la escuela, Bram se reúne después de la clase con el profesor Carson, con quien ha estado trabajando para grabar las transmisiones "Geronimo" y estudiar los lanzamientos de las naves espaciales de los Hosts. Will y Beau investigan la escena del secuestro y encuentran el cuerpo de Justin. Will y Jennifer buscan en la casa de Justin y encuentran una pista de la Resistencia. Toda la familia Kim es enviada a la Fábrica. Will tiene más dudas sobre su colaboración. Katie expresa dudas similares a un contacto de la Resistencia. Su compañera Pia conduce a Bram a un camino secreto bajo el Muro. Will y Beau descubren el arsenal subterráneo y el campo de tiro de LA Resistencia, lo que cuesta a célula la mitad de sus armas. La vida se vuelve más peligrosa para los Bowman: si la inteligencia que Katie puede recoger de Will no supera el daño que las investigaciones de Will están haciendo, lo eliminaran. Snyder hace una aparición pomposa en el Yonk. Aprenderá que los Raps mantienen información detallada sobre todos los ciudadanos en una base de datos que Homeland llamado "el Rolodex", pero la mayoría de los datos son de antes de la llegada. Le dice a Katie que planea usarlo para encontrar a su hijo desaparecido Charlie, y sugiere un plan anti-Host adicional. Katie utiliza el conocimiento de esta base de datos como una moneda de cambio con Broussard para proteger a Will. Pia le dice a Bram que, fuera de las murallas del bloque, las estructuras y los suministros permanecen, pero todos simplemente se han ido.                                                                            |             |                   |                      |                                                               |                       |
| 4 | 4           | Blind Spot        | Nelson McCormick     | Anna Fishko & Dre Álvarez                                     | 4 de febrero de 2016  |
| Broussard se ha infiltrado en un equipo de Seguridad Nacional. La casa de los Bowman es golpeada con una pequeña bomba incendiaria, por lo que Katie puede vigilar la oficina de correos mientras es interrogada. Maddie obtiene una asignación de trabajo con Charlotte Burgess, y ofrece ayuda para localizar obras de arte prominentes a cambio de insulina. Las cintas de radio pirata de Bram se encuentran, pero Phyllis las destruye para proteger a la familia de Will. Will es capaz de encontrar y capturar al radiodifusor pirata, Luis Ortega, pero encuentra que está leyendo guiones entregados desde la zona verde. Phyllis revela una foto de Katie en la emboscada del camión, forzando a Katie a trabajar para ella. Sin embargo, cuando Phyllis vuelve a casa, Broussard está esperando y ejecuta a Phyllis y su esposo acostado |             |                   |                      |                                                               |                       |
| 5 | 5           | Geronimo          | Scoot Petters        | Carlton Cuse                                                  | 11 de febrero de 2016 |
| Will y Beau siguen una pista en los carteles de Geronimo a una casa en la zona verde con una imprenta oculta, capturando a un ejecutivo de publicidad que inventó al héroe popular pero no tiene conexión con la insurgencia. Sin embargo, Snyder hace un anuncio de que Geronimo fue capturado y pone a Ortega en un juicio de una semana de televisión, después de lo cual es ahorcado públicamente. Jennifer sugiere que Katie podría ser la fuga, llevando a Will a buscar su casa y el Yonk. Bram se aventura fuera de la pared con Pia, y le ayuda a saquear un almacén. Quayle tiene a su gente, incluyendo a Katie, preparándose para una gran operación, mientras que Snyder tira de Will en su todoterreno mientras su caravana sale del palacio de justicia. |             |                   |                      |                                                               |                       |
| 6 | 6           | Yoknapatawpha     | Nelson McCormick     | Ryan J.Cordal                                                 | 18 de febrero de 2016 |
| La administración de la Colonia de Los Ángeles arma un complot contra Snyder, esperando un error para quebrantar su cargo. En el vehículo principal de la caravana de Snyder, Broussard mata a su equipo, deteniendo el convoy en una emboscada de la Resistencia. Will los retiene y se retira, y los insurgentes abortan cuando los drones se acercan. Sin embargo, Snyder se niega a pedir ayuda por radio, temiendo otro golpe o haya más infiltrados de la célula, y acaban refugiándose en The Yonk. Katie informa tranquilamente a los insurgentes, y Quayle ordena una fuerza letal contra Will. Katie mata a un miembro de su resistencia para proteger a Will y tiene un breve enfrentamiento con Broussard, que sale como Snyder parece haber huido. Sin embargo, Will mintió sobre el escondite de Snyder y él sale cuando llega Homeland Security. Informa a Katie que el héroe popular Geronimo no existe, pero fue utilizado por fanáticos por la violencia. Quayle envía a los miembros supervivientes de la célula a la clandestinidad, concluyendo que Katie es un agente doble |             |                   |                      |                                                               |                       |
| 7 | 7           | Broussard         | Roxann Dawson        | Sal Calleros                                                  | 25 de febrero de 2016 |
| Will y Beau cazan a Broussard, quien trata de fingir su propia muerte. Katie se encuentra con un Broussard en conflicto y se da cuenta de que ha sido desautorizada. Para mantener a Broussard a su lado, ella le da consejos a Will a su ubicación y le sugiere a Broussard que pueda escapar. Sin embargo, Will notifica un libro de bolsillo utilizado para un código de libro y se da cuenta de que Katie está conectada con Broussard. También, Lindsey se demuestra para ser un líder de la juventud para una secta religiosa que anticipa el día más grande, viendo los anfitriones como la segunda venida, y secretamente comienza a adoctrinar a Gracie. Y Maddie se ha involucrado en un triángulo amoroso con Charlotte y Nolan Burgess, pero Nolan se vuelve más exigente y Charlotte afirma el dominio al amenazar con dejar de suministrar insulina |             |                   |                      |                                                               |                       |
| 8 | 8           | In From the Cold  | Tim Southam          | Wes Tooke                                                     | 3 de marzo de 2016    |
| Quayle contacta a Will y se ofrece a renunciar a Broussard y el resto de su celda por un pase de viaje y suministros para salir de la colonia. Will lleva el trato a Snyder pero también informa a Katie, esperando que los insurgentes se entreguen. Un hombre llamado Eckhart se acerca a Broussard para apoyo táctico en una operación. Quayle trata de entregar su celda en un encuentro con Eckhart, dejando a Seguridad de la Patria emboscarlos a todos en un mercado abierto de comida, pero Katie detecta tropas en un tejado y suena una alarma. Broussard y Eckhart pueden huir, pero Rachel es asesinada junto con varios civiles. Matará a Quayle en un refugio, culpándolo de Broussard. Además, Bram y el Sr. Carson utilizan un telescopio improvisado para ver una instalación del anfitrión en la luna. Es la fábrica |             |                   |                      |                                                               |                       |
| 9 | 9           | Zero Day          | Roxann Dawson        | Ryan J. Cordal                                                | 10 de marzo de 2016   |
| En el aniversario de la llegada, la violencia entre la seguridad de la patria y muchos dolientes, los manifestantes y los saqueadores que rompen el toque de queda. Will y Beau convencen a Snyder de que los insurgentes reciben suministros desde fuera de la colonia y desde el último piso de un rascacielos del centro miran por encima de la pared para intentar planificar su huida. Broussard lleva a Katie a reunirse con la celda de Eckhart, que necesita apoyo táctico secuestrando a un VIP regional que creen que está llegando a la colonia en metro. La gente de Snyder descubre el túnel de servicio bajo la pared, y Will se da cuenta de que es la salida perfecta, instando a Katie a irse con Beau y sus hijos mientras él recibe a Charlie. Él confiesa sabiendo que ella ha estado espiando a él para asesinos endurecidos, pero ella elige la causa sobre su familia. Invitará a Beau a escapar mientras pueda. Katie y los insurgentes explotan el tren y descubren que el VIP está en un traje de alta tecnología de cuerpo completo con guantes de cuatro dígitos. Además, Maddie ofrece a Charlotte una colección privada de arte, lo que permite a Charlotte ser capturada con las obras de arte no registradas en una incursión de Homeland Security. Nolan proporciona a Snyder los planes de la administración para el bloque. |             |                   |                      |                                                               |                       |
| 10 | 10          | Gateway           | Nelson McCormick     | Carlton Cuse, Ryan J. Condal & Wes Tooke                      | 17 de marzo de 2016   |
| Charlie y otros erizos de la calle roban violentamente a un hombre sin hogar. La Seguridad Nacional se moviliza para encontrar a la Hostia atacada en su bloque, la cual está destruida en represalia. El anfitrión es llevado al escondite de Eckhart donde los tecnólogos tratan de aprender de él, incluso mientras el bloque es atacado desde arriba. Maddie lleva a los niños a la zona verde y la seguridad en el hogar de Burgess, pero Bram se escapa y lleva a Carson al túnel. Jennifer identifica a Eckhart y da a Will una ventaja para salvar a Katie. Les advierte que Homeland está llegando y Broussard les permite cinco minutos para aprender lo que pueden, pero Katie elimina blindaje para que una señal del traje del anfitrión salga, forzándolos a huir cuando los drones bajan. Snyder intenta hacer un trato con Nolan para salvar al bloque y conseguir un trabajo modesto en la Autoridad de Transición. El anfitrión se lleva a cabo en una mortaja, y Snyder le da a Will el pase de tránsito que su hija había rechazado, instándole a usarlo rápidamente. Mientras Will se dirige a Santa Mónica, Snyder es detenido por Lagarza, Bram y Carson son capturados bajo la pared, y Katie regresa a una casa vacía |             |                   |                      |                                                               |                       |

## Recepción
El programa ha recibido críticas generalmente positivas. En Metacritic tiene una puntuación de 69/100, basada en 22 reseñas, lo que indica "generalmente críticas favorables". En Rotten Tomatoes, tiene una puntuación de 80%, basada en 24 reseñas con una puntuación media de 6.4/10. El consenso de los críticos dice: "Colony ofrece una narrativa bastante atractiva, unos cuantos sustos y un buen momento en general, aunque ninguno de ellos sea particularmente original".
Stephen King elogió la serie diciendo: "En un año de notable televisión, Colony es realmente algo especial: inteligente, suspenso, subversivo ... provocador".